# Maluda
Maria de Lourdes Ribeiro, plus connue sous le pseudonyme de Maluda, née à Panjim, dans le territoire portugais de Goa, en Inde, le 15 novembre 1934, et décédée à Lisbonne, au Portugal, le 10 février 1999, figure parmi les peintres portugais les plus populaires du XXe siècle.

## Maîtres
- Jean Aujame et Michel Rodde, Académie de la Grande Chaumière, Paris.